# Ivan Aleksandrovič Gončarov
Ivan Aleksandrovič Gončarov (rusko Ива́н Алекса́ндрович Гончаро́в), ruski pisatelj, * 18. junij 1812, Simbirsk, Rusija, † 27. september 1891, Sankt Petersburg, Rusija.
Gončarov velja za pomembnega predstavnika objektivnega realizma. Njegovo najpomembnejše delo je roman Oblomov, izdan leta 1859.